# Tour de Flandes 1924
El Tour de Flandes 1924 es la 8.ª edición del Tour de Flandes. La carrera se disputó el 18 de marzo de 1924, con inicio y final en Gante después de un recorrido de 287 kilómetros. 
El vencedor final fue el belga Gerard Debaets, que se impuso en solitario en su llegada a Gante. Los también belgas René Vermandel y Félix Sellier fueron segundo y tercero respectivamente.

## Clasificación final
|    | Ciclista          | Equipo                      | Tiempo      |
| -- | ----------------- | --------------------------- | ----------- |
| 1  | Gerard Debaets    | Labor-Dunlop                | 10h 00' 19" |
| 2  | René Vermandel    | Alcyon-Dunlop               | + 20"       |
| 3  | Félix Sellier     | Alcyon-Dunlop               | + 31"       |
| 4  | Paul Deman        | La Française-Diamant-Dunlop | + 41"       |
| 5  | Jules van Hevel   | Wonder-Rusell               | + 5' 00"    |
| 6  | Nicolas Frantz    | Thomann-Dunlop              | + 5' 00"    |
| 7  | Denis Verschueren | Wonder-Rusell               | + 20' 00"   |
| 8  | Maurice de Waele  | Wonder-Rusell               | + 33' 00"   |
| 9  | Jules Matton      | Thomann-Dunlop              | + 33' 00"   |
| 10 | Hilaire Hellebaut | Wonder-Rusell               | + 33' 00"   |